# Võlla (Muhu)
Koordinaten: 58° 36′ N, 23° 21′ O

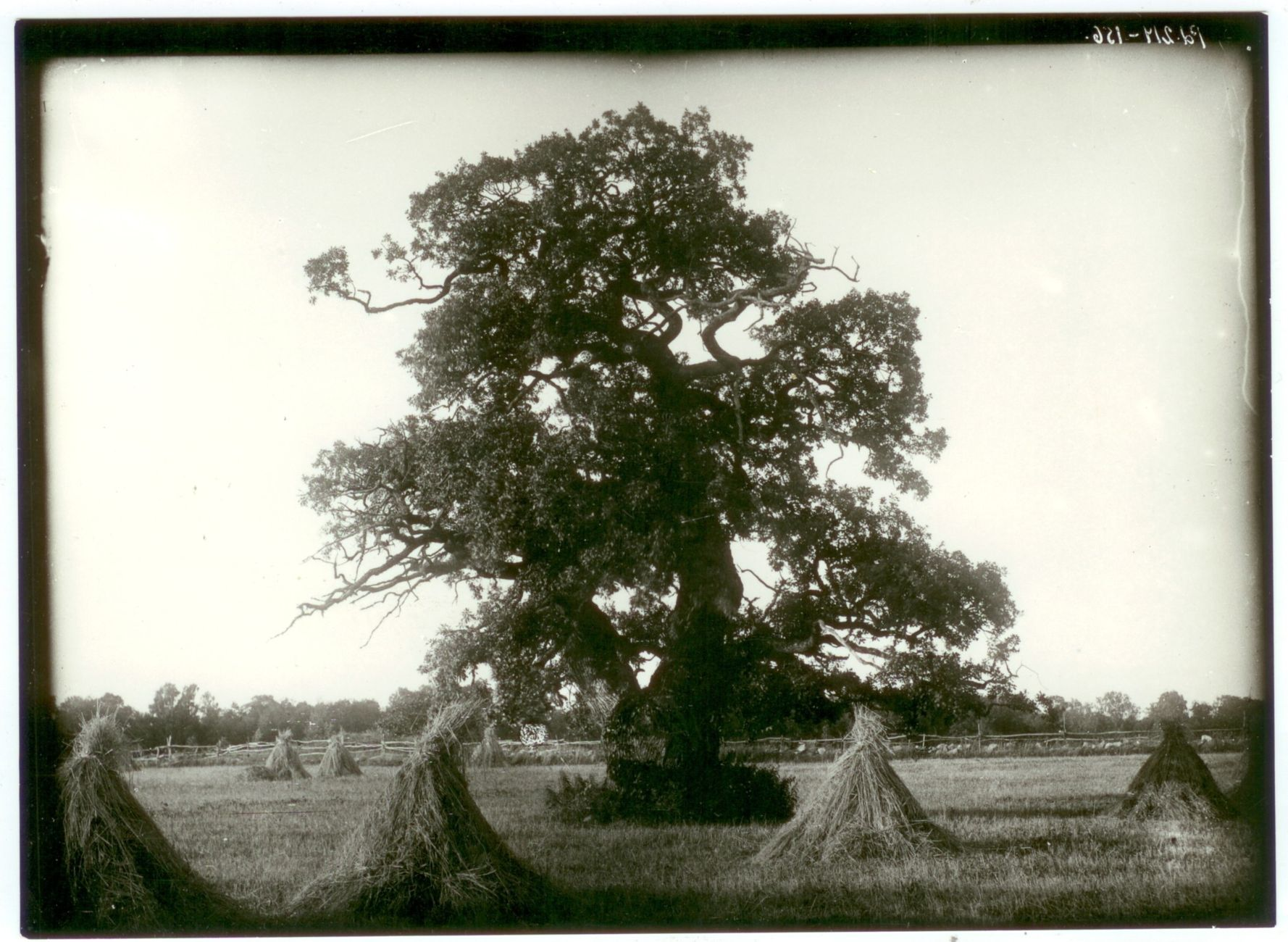
Die „heilige Eiche“. Historische Fotografie von Johannes Pääsuke (1913).

Võlla (deutsch Wölla oder Magnusdahl) ist ein Dorf (estnisch küla) auf der drittgrößten estnischen Insel Muhu. Es gehört zur gleichnamigen Landgemeinde (Muhu vald) im Kreis Saare (Saare maakond).

## Beschreibung
Der Ort hat 31 Einwohner (Stand 31. Dezember 2011). Er liegt sieben Kilometer nordwestlich des Fährhafens Kuivastu.7
Beim Dorfkern befindet sich ein 2,6 Meter hoher Findling. Sein Umfang beträgt 18,2 Meter.
Bekannt ist der Ort vor allem für seine „heilige Eiche“, die der estnische Fotograf Johannes Pääsuke in einer der bekanntesten historischen Fotografien aus Livland vor dem Ersten Weltkrieg 1913 verewigt hat. Der Baum trocknete während der sowjetischen Besetzung Estlands aus und wurde in der Nacht auf den 1. Januar 2008 gefällt.